# Dildo (ciudad)

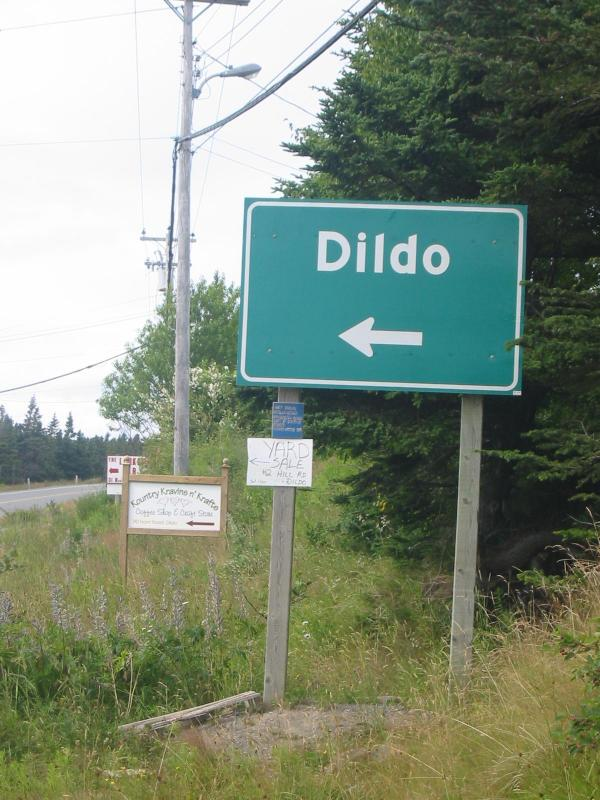
la ruta a Dildo.

Dildo es una ciudad en la isla de Terranova, en la provincia de Terranova y Labrador, Canadá. Se encuentra en el sureste de Brazo Dildo de la Bahía de Trinity a unos 100 kilómetros al noroeste de San Juan de Terranova. Dildo Sur es una comunidad  no constituida. 
Inusualmente el nombre de la ciudad conlleva a pensar en otras cosas como del inglés dildo: consolador, de las cuales existen: Fucking (jodido) en Austria, Anus (ano) en Francia y Hell (infierno) en Míchigan y en Noruega.

## Historia
Dildo tiene una larga historia,  ya que en 2000 a. C., los Maritime Archaic, Amerindios vivían en Anderson's Cove una provincia de Canadá. En el año 700 habitaba la Cultura Dorset en la Isla Dildo. En 1613, Henry Crout un explorador inglés, viaja por el  Brazo Dildo que son tres islas alargadas, entró en contacto con los Beothuk, que residían en la isla de Dildo en este momento. En 1711 los habitantes de la Bahía de Trinity fueron ordenados por el gobernador Crow a abandonar sus hogares durante el invierno, para defenderse de los franceses, que quemaron sus casas.
La ciudad de Dildo fue fundada a finales de 1700 y se establecieron para explotar la abundancia de los recursos marinos como el pescado (principalmente bacalao), las ballenas y las focas.
Dildo ahora tiene una industria turística en rápido crecimiento, se presume que es por su nombre.

## Historia de la Iglesia Anglicana de Todos los Santos
La primera iglesia fue construida en 1878 por el pueblo de Dildo. Era una estructura sencilla que no tenía torre y era de 9 m de ancho por 24 m de largo. Tenía una capacidad para 250 personas, y se calentaba con dos estufas de carbón en los extremos que compartían una chimenea. Esta Iglesia sirvió  a la comunidad hasta 1964 cuando el actual (más grande) edificio fue construido.

## Dildo Sur
Dildo del Sur es una comunidad no incorporada que tenía una población de 272 en 1991.  A principios del siglo XX, Dildo Sur estaba especializada principalmente en la extracción de maderera y a la pesca.